# Oppah Muchinguri

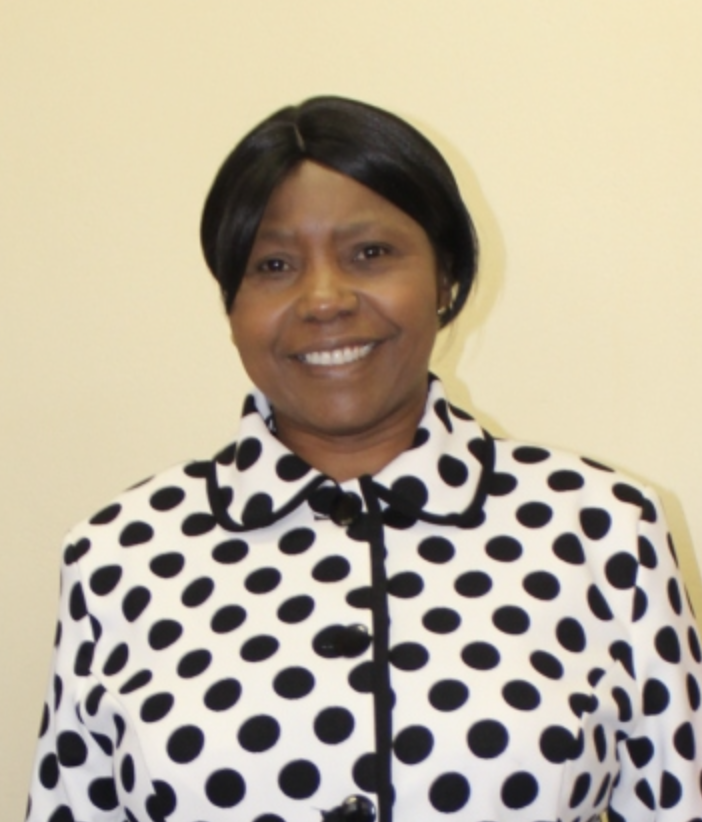
Oppah Muchinguri, 2015

Oppah Chamu Zvipange Muchinguri-Kashiri (* 14. Dezember 1958) ist eine simbabwische Politikerin, die unter anderem seit 2017 geschäftsführende Vorsitzende (National Chairperson) der Zimbabwe African National Union – Patriotic Front (ZANU-PF) sowie seit 2018 Verteidigungsministerin ist.

## Leben

### Abgeordnete, Gouverneurin und Ministerin in der Regierung Mugabe
Oppah Chamu Zvipange Muchinguri-Kashiri absolvierte ein Studium an der University of Zimbabwe. Sie wurde 1990 für die Zimbabwe African National Union – Patriotic Front (ZANU-PF) erstmals zum Mitglied der Nationalversammlung (damals House of Assembly) gewählt und gehörte dieser bis 1995 an. Sie war zwischen 2000 und 2003 Gouverneurin der Provinz Manicaland. 2005 wurde sie in die Regierung von Präsident Robert Mugabe berufen und fungierte in dieser bis 2009 als Ministerin für Frauenangelegenheiten, Gleichstellung und Gemeindeentwicklung (Minister of women’s affairs, gender and community development). 2013 wurde sie für die ZANU-PF wieder zum Mitglied der Nationalversammlung gewählt und war daraufhin in der Regierung von Präsident Mugabe zwischen 2013 und 2014 erneut Ministerin für Frauenangelegenheiten, Gleichstellung und Gemeindeentwicklung. Im Zuge einer Kabinettsumbildung übernahm sie anschließend von 2014 bis 2015 das Amt als Ministerin für Höhere Bildung und Hochschulbildung, Wissenschaft und Technologieentwicklung (Minister of higher and tertiary education, science and technology development) sowie danach zwischen 2015 und 2017 als Ministerin für Umwelt, Wasser und Klima (Minister of environment, water, and climate), ehe sie 2017 kurzzeitig als Ministerin für Wasserressourcen, Entwicklung und Klima (Minister of water resources, development, and climate) fungierte. Als Umweltministerin forderte sie Ende Juli 2015 die Auslieferung von Walter Palmer, einem US-amerikanischen Zahnarzt, der den simbabwischen männlichen Löwen „Cecil“ unter fragwürdigen Umständen bei einem Jagdausflug getötet hatte.
Am 14. November 2017 besetzte die Armee das Gebäude der Zimbabwe Broadcasting Corporation in Harare. Generalmajor Sibusiso Moyo erklärte im Live-Fernsehen, dass die Armee die Operation „Restore Legacy“ begonnen habe. Moyo gab bekannt, dass Präsident Mugabe und seine Familie sicher seien, und dass man für ihre Sicherheit sorgen werde, da die Operation lediglich gegen „Kriminelle in seinem Umfeld“ gerichtet sei. Es folgte eine sorgfältig geplante Operation gegen Mitglieder der Regierungspartei, bekannt als „Generation 40“ (G40) um politische Persönlichkeiten wie Mugabes Ehefrau Grace Mugabe. Als führende Kräfte galten Ignatius Chombo, Mike Bimha, Jonathan Moyo, Patrick Zhuwao, Saviour Kasukuwere, Augustine Chihuri und Kudzai Chipanga. Polizei und Geheimdienst, die loyal gegenüber dem Präsidenten waren, wurden neutralisiert und hochrangige Mitglieder verhaftet. Am 21. November 2017, als Resultat des laufenden Amtsenthebungsverfahrens, das mit größter Sicherheit zur Amtsenthebung Mugabes geführt hätte, trat dieser vom Posten des Präsidenten zurück. Der bisherige Vizepräsident Emmerson Mnangagwa wurde als neuer Präsident vereidigt.

### Ministerin in der Regierung Mnangagwa und COVID-19-Pandemie
Im Kabinett Mnangagwa übernahm Oppah Muchinguri am 30. November 2017 zunächst wieder das Amt als Ministerin für Umwelt, Wasser und Klima. Im Dezember 2017 wurde sie von Emmerson Mnangagwa, der Mugabe auch als Präsident der ZANU-PF ablöste, auch zur geschäftsführenden Vorsitzenden (National Chairperson) der ZANU-PF. Nach der Präsidentschaftswahl am 30. Juli 2018 gab Präsident Emmerson Mnangagwa am 7. September 2018 dessen neues Kabinett bekannt, das am 10. September 2018 vereidigt wurde. Diesem gehören unter anderem Oppah Muchinguri als Verteidigungsministerin, Cain Mathema als Innenminister, Mthuli Ncube als Finanzminister und Sibusiso Moyo, der Putschführer von 2017, als Außenminister an. Als Verteidigungsministerin löste sie Vizepräsident Constantino Chiwenga ab, der dieses Amt bislang zusätzlich bekleidete. Die Leitung des Verteidigungsministeriums durch Chiwenga verstoße gegen die Verfassung. Die Ernennung Muchinguris wurde auch als Versuch angesehen, Chiwengas Einfluss in der Regierung zu neutralisieren, da der Machtkampf zwischen ihm und dem Präsidenten eskalierte.
In Simbabwe starben durch die COVID-19-Epidemie vier amtierende Regierungsmitglieder: Landwirtschaftsminister Perrance Shiri am 29. Juli 2020 im Alter von 65 Jahren, die Ministerin für die Belange der Provinz Manicaland Ellen Gwaradzimba am 15. Januar 2021 im Alter von 60 Jahren, Außenminister Sibusiso Moyo am 20. Januar 2021 im Alter von 60 Jahren und Verkehrsminister Joel Matiza am 22. Januar 2021 im Alter von 50 Jahren. Als Verteidigungsministerin sorgte Muchinguri für eine Kontroverse, indem sie fachsimpelte, dass das neuartige Coronavirus eine göttliche Strafe für westliche Nationen sein könnte, weil sie gegen Simbabwe Sanktionen verhängt hätten.
Aus der ersten, 1990 geschiedenen Ehe von Oppah Muchinguri mit Tapiwa Rushesha gingen zwei Kinder hervor. 2015 heiratete sie in zweiter Ehe Anthony Kashiri.